# Ratón (Nuevo México)
Ratón es una ciudad ubicada en el condado de Colfax en el estado estadounidense de Nuevo México. En el censo de 2010 tenía una población de 6 885 habitantes y una densidad poblacional de 333,92 personas por km².

## Geografía

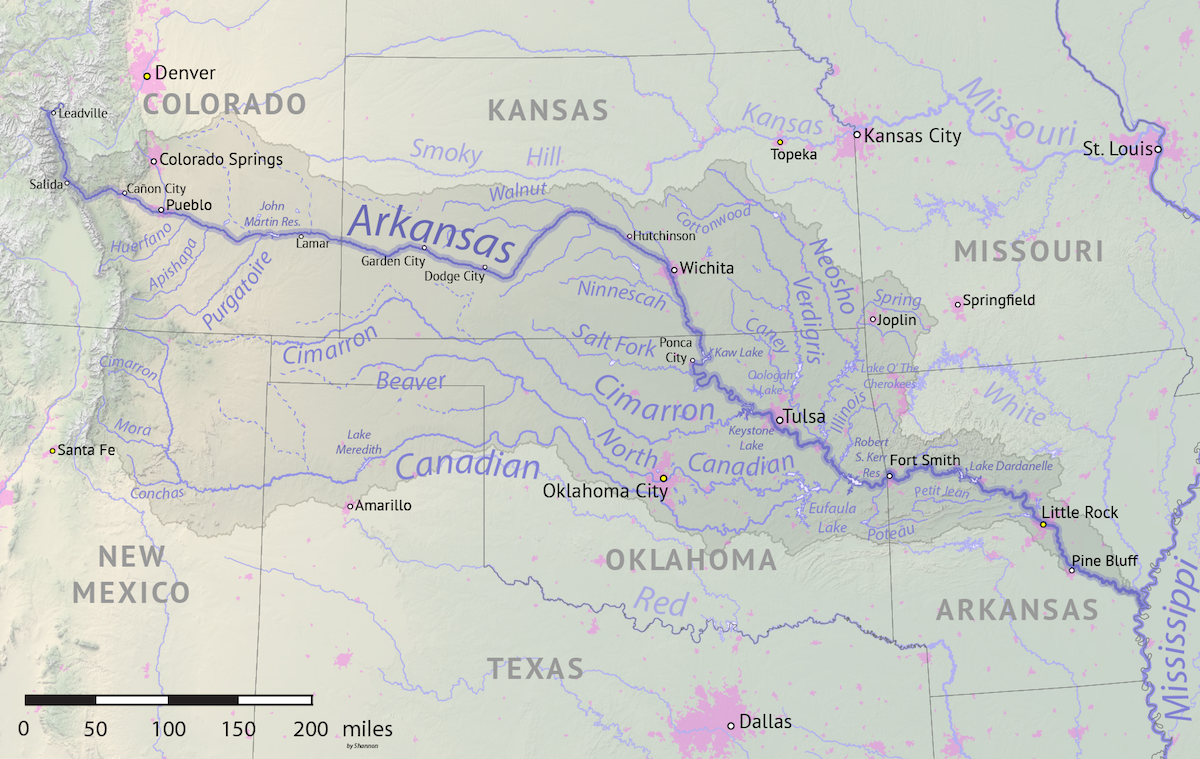
Ratón en mapa del río Arkansas

Ratón se encuentra ubicada en las coordenadas 36°53′6″N 104°26′23″O / 36.88500, -104.43972. Según la Oficina del Censo de los Estados Unidos, Ratón tiene una superficie total de 20.62 km², de la cual 20.62 km² corresponden a tierra firme y (0%) 0 km² es agua.

## Demografía
Según el censo de 2010, había 6 885 personas residiendo en Ratón. La densidad de población era de 333,92 hab./km². De los 6885 habitantes, Ratón estaba compuesto por el 83.05% blancos, el 0.44% eran afroamericanos, el 1.39% eran amerindios, el 0.31% eran asiáticos, el 0.01% eran isleños del Pacífico, el 10.69% eran de otras razas y el 4.11% pertenecían a dos o más razas. Del total de la población el 57.89% eran hispanos o latinos de cualquier raza.

## Transportes
La ciudad dispone de un aeropuerto de titularidad municipal: el aeropuerto Municipal de Ratón.